# Cryptolabis sica
Cryptolabis sica är en tvåvingeart som beskrevs av Alexander 1946. Cryptolabis sica ingår i släktet Cryptolabis och familjen småharkrankar. Inga underarter finns listade i Catalogue of Life.